# Test (filme)
Test é um filme de drama estadunidense de 2013 dirigido e escrito por Chris Mason Johnson. Estrelado por Kevin Clarke e Kristoffer Cusick, segue o primeiro exame de HIV efetivo em 1985.

## Elenco
- Kevin Clarke - Bill
- Kristoffer Cusick - Walt
- Scott Marlowe - Frankie
- Matthew Risch - Todd
- Damon K. Sperber - Dr. Corbett